# Šumavské Hoštice
Šumavské Hoštice település Csehországban, a Prachaticei járásban. Šumavské Hoštice Žárovná, Lažiště, Buk, Drslavice és Radhostice településekkel határos. Lakosainak száma 415 fő (2024. január 1.).

## Népesség
A település lakosságának változását az alábbi diagram mutatja:
| Lakosok száma | 726  | 716  | 662  | 489  | 376  | 395  | 406  | 422  | 420  | 415  |
|               | 1869 | 1890 | 1921 | 1950 | 1980 | 2001 | 2017 | 2019 | 2022 | 2024 |